# 사회주의 인터내셔널
사회주의 인터내셔널(영어: Socialist International, 약칭 SI)은 1951년에 사회민주당 간의 국제 교류 촉진을 위해 설치된 중도좌파 기구이다. 소속 조직의 성향의 대다수는 사회민주주의, 개혁적 사회주의 제3의 길이며, 소수는 민주사회주의이다.

## 역사
1951년 6월 30일 프랑크푸르트에서 첫번째 총회를 열고 프랑크부르트 선언을 발표하여 소비에트 사회주의 공화국 연방과 코민포름의 마르크스-레닌주의, 스탈린주의를 비난하며 미국과 영국의 자본주의와 제국주의를 지지, 친서방 정책을 천명했다. 그들은 공익이 우선되는 민주적이고 새로운 자본주의 체제가 열릴 것이라 굳게 믿었다. 그러나 1973년 미국에 사주로 칠레에서 쿠데타가 발생하고 정치적 반대파에 대한 대량 학살이 자행되면서 과거의 친서방 정책을 수정했다. 프랑수아 미테랑이 신임 회장이 된 이후 사회주의 인터내셔널은 친서방, 친자본주의 노선을 완전히 폐기하고 반제국주의 노선에 가까워졌다. 
그러나 1980년대 중반 사회주의 인터내셔널은 기존의 친서방, 친자본주의 노선으로 회귀했고, 1990년대에는 사회민주당에서 제3의 길이 인기를 끌면서 사회주의 인터내셔널에는 중도우파 성격의 정당이 가입하는 사례가 빈번하게 발생했다. 이에 미국의 제국주의에 반대하던 라틴아메리카의 사회민주당들은 사회주의 인터내셔널을 떠나 상파울루 포럼 창립에 참여했다. 2013년 사회주의 인터내셔널을 주도하던 당 중 하나였던 독일 사회민주당이 따로 떨어져 나가 진보동맹을 세우면서 다시 한번 더 분열되었다. 2019년 알제리 반정부시위의 결과로 국민해방전선이 추방되면서 사회주의 인터내셔널은 축소되었다.

## 역대 의장 및 총회 개최지

### 역대 회장
- 모건 필립스 : 1951년~1957년
- 알싱 안데르센 : 1957년~1962년
- 에리히 올렌하우어 : 1963년
- 브루노 피터만 : 1964년~1976년
- 빌리 브란트 : 1976년~1992년
- 피에르 모루아 : 1992년~1999년
- 안토니우 구테흐스 : 1999년~2005년
- 요르요스 파판드레우 : 2005년~2022년
- 페드로 산체스: 2022년~

### 총회 개최지
1. 서독 프랑크푸르트, 1951년
2. 이탈리아 밀라노, 1952년
3. 스웨덴 스톡홀름, 1953년
4. 영국 런던, 1955년
5. 오스트리아 빈, 1957년
6. 서독 함부르크, 1959년
7. 이탈리아 로마, 1961년
8. 네덜란드 암스테르담, 1963년
9. 벨기에 브뤼셀, 1964년
10. 스웨덴 스톡홀름, 1966년
11. 영국 이스트본, 1969년
12. 오스트리아 빈, 1972년
13. 스위스 제네바, 1976년
14. 캐나다 밴쿠버, 1978년
15. 스페인 마드리드, 1980년
16. 포르투갈 알부페이라, 1983년
17. 페루 리마, 1986년
18. 스웨덴 스톡홀름, 1989년
19. 독일 베를린, 1992년
20. 미국 뉴욕, 1996년
21. 프랑스 파리, 1999년
22. 브라질 상파울루, 2003년
23. 그리스 아테네, 2008년
24. 남아프리카 공화국 케이프타운, 2012년
25. 콜롬비아 카르타헤나, 2017년

### 정회원
| 알바니아                         | 알바니아 사회당                  | 집권               |                                       |
| 알제리                           | 사회주의세력전선                 | 비집권             |                                       |
| 안도라                           | 사회민주당                       | 비집권             |                                       |
| 앙골라                           | 앙골라 해방인민운동              | 집권               |                                       |
| 아르메니아                       | 아르메니아 혁명 연맹             | 연립 내각          |                                       |
| 아르헨티나                       | 급진시민동맹                     | 연립 내각          |                                       |
| 아르헨티나                       | 사회당                           | 비집권             |                                       |
| 아루바                           | 대중선거운동                     | 집권               |                                       |
| 오스트레일리아                   | 오스트레일리아 노동당            | 비집권             |                                       |
| 오스트리아                       | 오스트리아 사회민주당            | 비집권             |                                       |
| {{{1}}}}}{{bar{{{3}}}\|{{{1}}}}} | 바베이도스 노동당                | 비집권             |                                       |
| 벨기에                           | 플랑드르 사회당                  | 비집권             |                                       |
| 벨기에                           | 사회당                           | 집권(연립 내각)    |                                       |
| 베냉                             | 사회민주당                       | 비집권             | '민주역동 동맹'의 일부                |
| 보스니아 헤르체고비나            | 독립사회민주동맹                 | 집권               |                                       |
| 보스니아 헤르체고비나            | 보스니아 헤르체고비나 사회민주당 | 집권               |                                       |
| 브라질                           | 민주노동당                       | 집권(연립 내각)    |                                       |
| 불가리아                         | 불가리아 사회민주당              | 비집권             | '불가리아 연합'의 일부                |
| 불가리아                         | 불가리아 사회당                  | 비집권             | '불가리아 연합'의 일부                |
| 부르키나파소                     | 민주진보당/사회당                | 비집권             |                                       |
| 카메룬                           | 사회민주당                       | 비집권             |                                       |
| 캐나다                           | 신민주당                         | 비집권             |                                       |
| 카보베르데                       | 케이프베르데 독립 아프리카당     | 집권               |                                       |
| 칠레                             | 칠레 사회당                      | 비집권             |                                       |
| 칠레                             | 사회민주급진당                   | 비집권             |                                       |
| 칠레                             | 민주당                           | 비집권             |                                       |
| 콜롬비아                         | 콜롬비아 자유당                  | 비집권             |                                       |
| 코트디부아르                     | 코트디부아르 인민 전선           | 집권               |                                       |
| 코스타리카                       | 자유국민당                       | 집권               |                                       |
| 크로아티아                       | 크로아티아 사회민주당            | 비집권             |                                       |
| 퀴라소                           | 신 앤틸리스운동                  | 비집권             |                                       |
| 키프로스                         | 사회민주운동                     | 집권(연립 내각)    |                                       |
| 체코                             | 체코 사회민주당                  | 비집권             |                                       |
| 덴마크                           | 사회민주당                       | 비집권             |                                       |
| 도미니카 공화국                  | 도미니카 혁명당                  | 비집권             | '한나라동맹'의 일부                   |
| 에콰도르                         | 민주좌파당                       | 집권               | '빠이스 동맹'의 일부                  |
| 이집트                           | 민주국민당                       | 집권               |                                       |
| 적도 기니                        | 사회민주연대                     | 비집권             |                                       |
| 에스토니아                       | 사회민주당                       | 집권               |                                       |
| 핀란드                           | 핀란드 사회민주당                | 집권               |                                       |
| 프랑스                           | 사회당                           | 비집권             |                                       |
| 독일                             | 독일 사회민주당                  | 연립 집권          |                                       |
| 가나                             | 민주국민회의                     | 집권               |                                       |
| 그리스                           | 범그리스 사회주의 운동           | 비집권             |                                       |
| 과테말라                         | 희망국민연대                     | 집권               |                                       |
| 기니                             | 기니인민연합                     | 비집권             | 지난 선거를 보이콧함에 따라 의석 없음 |
| 아이티                           | 아이티 사회민주융합              | 집권 (연정 구성)   |                                       |
| 헝가리                           | 헝가리 사회당                    | 비집권             |                                       |
| 헝가리                           | 헝가리 사회민주당                | 집권               | 헝가리 사회당과 연정 구성             |
| 아이슬란드                       | 사회민주동맹                     | 집권 (연립 내각)   |                                       |
| 이라크                           | 쿠르디스탄 애국 동맹             | 집권(연립 내각)    | '쿠르디스탄 민주 애국 동맹'의 일부    |
| 아일랜드                         | 노동당                           | 비집권             |                                       |
| 이스라엘                         | 이스라엘 노동당                  | 비집권             |                                       |
| 이스라엘                         | 신운동-매레츠                    | 비집권             |                                       |
| 이탈리아                         | 좌파민주당                       | 비집권             | 민주당의 일부                         |
| 이탈리아                         | 민주좌파                         | 비집권             | 원외정당                              |
| 이탈리아                         | 사회주의자들                     | 비집권             | 원외정당                              |
| 자메이카                         | 인민국가당                       | 비집권             |                                       |
| 일본                             | 사회민주당                       | 비집권             |                                       |
| 레바논                           | 진보사회당                       | 집권 (연립 내각)   | '3월 14일 동맹'의 일부                |
| 라트비아                         | 라트비아 사회민주노동당          | 비집권             | 원외정당                              |
| 리투아니아                       | 리투아니아 사회민주당            | 비집권             |                                       |
| 룩셈부르크                       | 룩셈부르크 사회노동당            | 집권 (연립 내각)   |                                       |
| 북마케도니아                     | 마케도니아 사회민주동맹          | 비집권             |                                       |
| 말레이시아                       | 민주행동당                       | 비집권             | '파키스탄 라크얏'의 일부              |
| 말리                             | 말리 민주동맹                    | 집권               | '민주진보동맹'의 일부                 |
| 말리                             | 말리 연합                        | 비집권             | '민주공화전선'의 일부                 |
| 몰타                             | 노동당                           | 집권               |                                       |
| 모리타니                         | 민주전선연합                     | 비집권             |                                       |
| 모리셔스                         | 모리셔스 투쟁운동                | 집권               | 'MMM-MSM 동맹'의 일부                 |
| 모리셔스                         | 모리셔스 노동당                  | 집권               | '사회동맹'의 일부                     |
| 멕시코                           | 민주혁명당                       | 비집권             | '멕시코동맹'의 일부                   |
| 멕시코                           | 제도혁명당                       | 비집권             | '멕시코동맹'의 일부                   |
| 몽골                             | 몽골인민당                       | 집권               |                                       |
| 몬테네그로                       | 몬테네그로 사회주의자민주당      | 집권 (연립 내각)   | '유럽 몬테네그로 연정'의 일부         |
| 몬테네그로                       | 몬테네그로 민주사회당            | 집권 (연립 내각)   | '유럽 몬테네그로 연정'의 일부         |
| 모로코                           | 인민세력 사회연합                | 집권 (연립 내각)   |                                       |
| 모잠비크                         | 모잠비크 해방전선                | 집권               |                                       |
| 나미비아                         | 남서아프리카 인민기구            | 집권               |                                       |
| 네팔                             | 네팔의회당                       | 집권 (연립 내각)   |                                       |
| 네덜란드                         | 노동당                           | 비집권             |                                       |
| 뉴질랜드                         | 뉴질랜드 노동당                  | 집권               |                                       |
| 니카라과                         | 산디니스타 민족해방전선          | 집권               |                                       |
| 니제르                           | 나이지리아 민주사회당            | 비집권             |                                       |
| 북아일랜드                       | 사회민주노동당                   | 원외정당           |                                       |
| 노르웨이                         | 노르웨이 노동당                  | 비집권 (연립 내각) |                                       |
| 파키스탄                         | 파키스탄 인민당                  | 비집권             |                                       |
| 파나마                           | 민주혁명당                       | 비집권             |                                       |
| 파라과이                         | 2월혁명당                        | 집권               | '변화를 위한 애국 동맹'의 일부        |
| 페루                             | 아메리카 인민혁명동맹            | 집권 (연립 내각)   |                                       |
| 폴란드                           | 민주좌파동맹                     | 비집권             |                                       |
| 폴란드                           | 노동동맹                         | 비집권             | 원외 정당                             |
| 포르투갈                         | 사회당                           | 집권               |                                       |
| 푸에르토리코                     | 푸에르토리코 독립당              | 비집권             |                                       |
| 루마니아                         | 사회민주당                       | 집권               |                                       |
| 산마리노                         | 사회민주당                       | 비집권             |                                       |
| 세네갈                           | 세네갈 사회당                    | 비집권             | 지난 선거 보이콧으로 의석 없음.       |
| 세르비아                         | 민주당                           | 집권 (연립 내각)   | '유럽 세르비아'의 일부                |
| 세르비아                         | 사회민주당                       |                    | 원외 정당                             |
| 슬로바키아                       | 방향 - 사회민주                  | 집권 (연립 내각)   |                                       |
| 슬로베니아                       | 사회민주당                       | 집권 (연립 내각)   |                                       |
| 스페인                           | 스페인 사회노동당                | 집권               |                                       |
| 스웨덴                           | 스웨덴 사회민주노동자당          | 집권               |                                       |
| 스위스                           | 스위스 사회민주당                | 집권 (연립 내각)   |                                       |
| 튀니지                           | 헌법민주연합                     | 집권               |                                       |
| 튀르키예                         | 공화인민당                       | 비집권             |                                       |
| 영국                             | 노동당                           | 비집권             |                                       |
| 미국                             | 미국 민주사회당                  | 대표 없음          | 선거용 정당 아님                      |
| 우루과이                         | 우루과이 사회당                  | 집권               | '광역 전선'의 일부                    |
| 우루과이                         | 신공간                           | 집권               | '광역 전선'의 일부                    |
| 베네수엘라                       | 민주 행동                        | 비집권             |                                       |
| 베네수엘라                       | 사회주의운동                     | 비집권             |                                       |
| 남아프리카 공화국                | 아프리카 국민회의                | 집권               |                                       |
| 짐바브웨                         | 민주변화운동 - 창기라이          | 집권 (연립 내각)   |                                       |

### 자문 정당
- 아제르바이잔 - 아제르바이잔 사회민주당
- 벨라루스 - 벨라루스 사회민주당 (인민 의회)
- 부룬디 - 브룬디 민주전선
- 도미니카 연방 - 도미니카 노동당 - 집권
- 피지 - 피지 노동당
- 가봉 - 가봉 진보당
- 과테말라 - 사회민주연대
- 그린란드 - 전진
- 가이아나 - 노동자 동맹
- 말리 - 말리 연합
- 나미비아 - 민주 의회
- 몰도바 - 몰도바 민주당 - 집권
- 파라과이 - 국가단결당
- 필리핀 - 악바얀 시민행동당
- 필리핀 - 필리핀 민주사회당
- 러시아 - 사회민주연합
- 세인트키츠 네비스 - 세인트키츠 네비스 노동당 - 집권
- 세인트루시아 - 세인트루시아 노동당
- 세인트빈센트 그레나딘 - 단결노동당 - 집권
- 동티모르 - 동티모르 독립혁명전선
- 토고 - 아프리카 인민민주연합
- 튀니지 - 자유노동민주포럼
- 북키프로스 - 공화터키당 - 집권
- 우크라이나 - 우크라이나 사회당
- 우크라이나 - 우크라이나 사회민주당

### 옵저버
- 보츠와나 - 보츠와나 국민 전선
- 불가리아 - 불가리아 사회민주당
- 중앙아프리카 공화국 - 진보 애국 전선
- 콜롬비아 - 대안 민주 중심
- 콩고 민주 공화국 - 민주사회 진보연합
- 아이티 - 투쟁하는 인민들의 모임
- 인도 - 자나타 달
- 이란 - 이란 쿠르디스탄 민주당
- 요르단 - 요르단 좌파민주당
- 몰도바 - 사회민주당
- 팔레스타인 - 파타 - 요르단강 요르단강 서안 지구의 집권당
- 러시아 - 공정 러시아 - 메드베데프 대통령 지지
- 튀르키예 - 민주사회당
- 서사하라 - 폴리사리오 전선 - 집권
- 예멘 - 예멘 사회당

## 같이 보기
- 진보동맹
- 국제민주연합